# Akhnaton (pjäs)
Akhnaton är en pjäs av Agatha Christie. Den skrevs 1937 ungefär samtidigt som hon skrev Döden på Nilen. Den utspelar sig i det forntida Egypten och följer den egyptiske faraon Akhnaton, hans hustru Nefertiti och hans efterträdare Tutankhaton (som skulle ta namnet Tutankhamon när han blev farao). Vid skrivandet av pjäsen assisterades Christie av den framstående egyptologen Stephen Glanville, som var vän med både henne och hennes make Max Mallowan.

## Historia
Efter sitt giftermål med arkeologen Max Mallowan började Agatha Christie följa sin andre make till platserna för hans utgrävningar, vilket ofta inspirerade henne att skriva romaner. Hennes intresse för arkeologi och intresse för Mallowans arbete återspeglas i några av hennes verk skrivna under decenniet omedelbart efter hennes giftermål, bland annat: Mord i Mesopotamien (1932), Döden på Nilen (1937) och Döden till mötes (1938), som utspelar sig i Jerusalem. Akhnaton tillhör denna grupp av arkeologiska inspirationsverk (liksom En flicka kom till Bagdad, publicerad 1951) och belyser författarens intresse för det antika Egypten. Skrivandet av pjäsen, som påbörjades 1937, avbröts före årets slut och återupptogs cirka trettiofem år senare.
I sin självbiografi från 1977 erkände Christie att hon aldrig trodde att pjäsen skulle sättas upp, utan att hon helt enkelt tyckte om att skriva pjäser eller skriva något annat än det hon var van vid. Det finns inga uppgifter om några seriösa försök att få pjäsen iscensatt när den väl hade skrivits, men Charles Osborne lägger i sin bok The Life and Crimes of Agatha Christie fram teorin att förläggarna inte ansåg att den inte var kommersiell och att den inte var vad allmänheten förväntade sig av Agatha Christie, som vid den tiden sågs som en renodlad deckarförfattare. Pjäsen skrevs på 1930-talet då det i Storbritannien rådde starka politiska strömningar av nedrustning och pacifistisk eftergiftspolitik gentemot Hitlers Tyskland. Pjäsens idé om icke-våld och fred kom på skam bara några år senare när Andra världskriget bröt ut och världen stod i brand.
I maj 1972 hittade Christie manuskriptet vid en vårstädning och skickade det till sin förläggare med tanke på det intresse för det forntida Egypten som väckts av utställningen Treasures of Tutankhamun som visades på British Museum från den 30 mars till den 30 september samma år, även om hon medgav att det skulle bli en dyr produktion att sätta upp:
"Jag gillade pjäsen väldigt mycket. John Gielgud var vänlig nog att skriva till mig. Han sa att den hade sina intressanta sidor men att den skulle bli alltför dyr att sätta upp och att den saknade humor. Jag hade inte förknippat Akhnaton med humor men insåg att jag hade fel. Egypten var lika full av humor som någon annanstans, såsom livet har varit i alla tider och på alla platser, och även tragedin har sin humor."
Hon gjorde smärre ändringar i sitt manuskript från 1937 och begärde att det skulle publiceras. Det fanns dock fortfarande stora skillnader mellan händelserna i pjäsen och vad som då var känt om denna tid i egyptisk historia (som att Akhnaton nu var känd för att haft en bihustru som hette Kiya). Pjäsen publicerades av Collins i maj 1973. En ny, inbunden faksimilutgåva av pjäsen gavs ut 2009.
Pjäsen sattes aldrig upp i sin helhet, men en förenklad version med titeln Akhnaton och Nefertiti, med färre scener och karaktärer, sattes upp i april 1979 på National Arts i New York under ledning av Robert Sterling. Året därpå sattes den också upp i London med originaltiteln. Pjäsen har spelats av en del amatörgrupper och repertoarteatrar, men spelas numera sällan. Bortsett från de kommersiella frågorna i ämnet kräver pjäsen elva scenbyten och över tjugo talroller.

## Handling

### Akt I
Scen 1 – Den stora gården till Amenhotep III:s kungliga palats i staden No Amon (Thebe): En delegation av syrier anländer till palatset och tar med sig helgedomen för gudinnan Ishtar av Nineve i hopp om att den ska bota farao Amenhotep från hans sjukdom. Publiken introduceras för Amons överstepräst Meriptah och en ung soldat vid namn Horemheb. Meriptah är lojal mot sig själv, sin polyteistiska religion Amon, sitt land och sin farao, något i den ordningen, medan Horemheb är en enklare men mer hedervärd man för att han är lika lojal mot sitt land och sin farao och genom honom sin religion. Drottning Tiye (kallad Tyi i pjäsen) hälsar delegationen välkommen tillsammans med sin son Akhnaton, som beskrivs som en "bräcklig pojke med intelligenta ögon". Han stannar kvar och möter Horemheb. Akhnaton avslöjas för publiken som en konstnär, poet och mystiker som tror på en värld där alla människor är fria och kampen kommer att sluta genom kärlek. Han känner också igen godheten i Horemheb, ber om och tar emot hans trohet. I slutet av scenen avslöjar Meriptah att Amenhotep har dött och att Akhnaton nu är farao.
Scen 2 – Ett rum i palatset (Tre år senare): Tyi är regent i Egypten tills Akhnaton blir myndig. Den unge mannen visar föga intresse för att regera som hans far hade gjort och retar upp Meriptah. Det avslöjas att det var Tyi som ingöt i Akhnaton en motvilja mot Amons religion och en vördnad för Ra när han var barn. I ett samtal med en annan präst Ay inser Akhnaton sitt öde och att han är son till Ra. Han ger order om att hans pråm ska förberedas för en resa nedför Nilen till en plats där han ska bygga en ny stad till Ra:s ära. Nefertiti introduceras. Hon och hennes man Akhnaton har en genuin kärlek till varandra och deras enda barn, en dotter. Tyi varnar Nefertiti att hon måste övertala sin make att inte motsätta sig Amonkulten i någon större utsträckning, eftersom hon vet vilken fara ett sådant drag skulle innebära för honom, men hon är för lojal mot sin man för att gå emot hans vilja. Nefertitis beräknande syster Nezzemut, ber sin dvärgtjänare Para, om en vision av framtiden genom sandspådom. Para förutsäger att Horemheb en dag kommer att bli farao och att Nezzemut kommer att bli hans drottning.
Scen 3 – Vid Nilens strand, 300 mil nedanför Thebe (En månad senare): På sin kungliga pråm bestämmer Akhnaton platsen för sin nya stad Horisont (på platsen för dagens Amarna).

### Akt II
Scen 1 – Vid Nilens strand i staden No Amon (åtta år senare): Befolkningen i den gamla staden visar sig vara arg över de förändringar som Akhnaton har fört med sig till deras land med sin attack på den gamla religionen. Meriptah råkar höra deras klagomål medan han väntar på att slaven Ptahmose ska anlända från Horizon med nyheter om vad som händer där. Ptahmose avslöjar att Tutankhaton är trolovad med Akhnatons andra dotter, att Horemheb nu är befälhavare över Egyptens arméer och att Ptahmose har en allierad i den listige Nezzemut. Meriptahs plan är att återupprätta den gamla religionen och sin egen makt och rikedom.

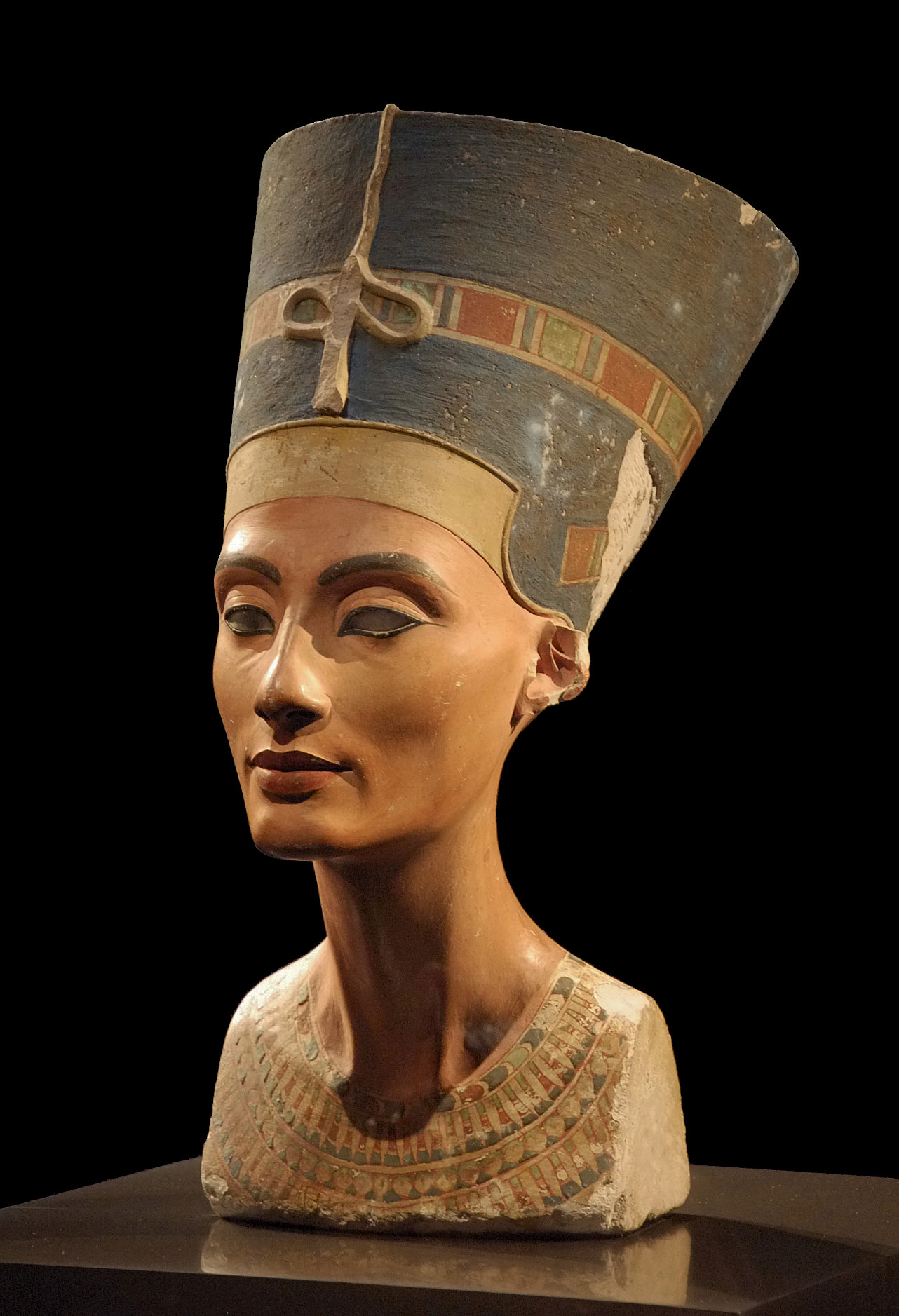
Byst av Nefertiti från Berlins Altes Museum

Scen 2 – Kungens paviljong i Horisontens stad (sex månader senare): Akhnaton avslöjas som skulptören av den berömda bysten av Nefertiti (se till höger). De har nu fem döttrar. Tyi är inte längre regent och Akhnaton regerar på egen hand. Nefertiti ogillar Horemheb och tror att han ogillar henne, men Akhnatons kärlek till soldaten och tron på honom är lika stor som någonsin. Horemheb själv är bekymrad över de tecken på oliktänkande som han ser i Egypten, men Akhnaton viftar bort dessa bekymmer, besatt av perfektionen i skönheten i sin nya stad. Tyi anländer, gammal och sjuk. Hon är djupt oroad över folkets känslor och särskilt det sätt på vilket Akhnatons skatteindrivare rånar dem på deras pengar. Horemheb är en allierad till hennes bekymmer och lovar att vaka över Akhnaton. Tyi missar ingenting och varnar Horemheb att akta sig för Nezzemut. Akhnaton tar emot utländska hyllningar men avböjer att imponera på dem med den storslagenhet de förväntar sig. Tyi är hånfull över att de ska se detta som ett tecken på svaghet. Hon känner igen Ptahmose i folkmassan och försöker varna sin son för spionerna mitt ibland honom, men dör innan hon hinner göra det.
Scen 3 – Horemhebs våning i staden Horisont (ett år senare): Tutankhaton är en god vän till Horemheb och tar emot instruktioner från honom i soldatens konster. Två syriska sändebud anländer för att tala med Horemheb. Meriptah har smugglat in sig själv i Horisont och talar med Tutankhaton och Horemheb i ett försök att så split över den nya religionen. Nyheter kommer om uppror i Egyptens vasallstater och upplopp i dess städer. Akhnaton är övertygad om att Amons religion bär skulden och utfärdar dekret om att utplåna alla spår av honom från Egypten – även från de dödas gravar. Hans anhängare är lika förskräckta som hans fiender, men Akhnaton är bestämd.

### Akt III
Scen 1 – Kungens paviljong (tre år senare): Akhnaton är svag och sjuk, men han tror fortfarande på människors godhet, han är fortfarande döv för Horemhebs vädjanden som ber om att få ta itu med upprorsmakarna i Egypten och dess provinser. Nezzemut försöker övertyga Horemheb om att farao är galen. Horemheb försöker, av de bästa skäl, övertala Akhnaton att låta Tutankhaton regera tillsammans med honom. Akhnaton är nu inställd på monoteismens kurs och är fast besluten att utplåna alla spår av alla gudar utom Ra från Egypten. Detta övertygar Horemheb om att Nezzemut har rätt och att Akhnaton har förlorat förståndet.
Scen 2 – En gata i No Amon (sex månader senare): Horemheb och Meriptah hör folket när de sörjer de döda som har förlorat sina liv genom svält, pest och attacker utifrån. Horemheb är fast besluten att Egypten ska resa sig igen.
Scen 3 – Ett rum i översteprästens hus (samma dag): Meriptah, Horemheb, Tutankhaton och Nezzemut planerar att störta Akhnaton. Horemheb får ett löfte om att Akhnatons liv ska skonas och att han ska få leva med heder resten av sitt liv i Horisont. Meriptah och Nezzemut planerar dock var för sig: Tutankhaton kommer bara att få leva i ett par år innan han dör och Nezzemut kan regera, och Akhnaton måste dö eftersom Horemheb fortfarande har en kärlek till Farao. Nezzemut kommer att ordna så att han dör, men säger till Meriptah att Nefertiti – som hon verkligen älskar – måste vara oskadd.
Scen 4 – Ett rum i palatset i staden Horisont (en månad senare): Den ena tragedin efter den andra faller över Akhnaton när han hör talas om ytterligare uppror i Egypten, när Horemheb berättar för honom att han inte längre stöder honom, att hans svärson Tutankhaton har vänt sig mot honom och att den förmodat avslutade Amon-kulten har återuppstått. Han får hysterisk feber vid dessa tillfällen, vilket får Nezzemut att föreslå att Para ska göra en av sina berömda brygder (dvs. gift) för att lugna honom. Nefertiti matar Akhnaton med brygden och är på väg att dricka lite själv när en skräckslagen Nezzemut stoppar henne. Nefertiti inser att hon har blivit förrådd och lurad att förgifta sin man. Horemheb anländer och är förtvivlad över de händelser han har orsakat. Akhnaton dör och Nefertiti själv dricker brygden...

### Epilog
En kapten läser upp en proklamation för en grupp stenhuggare. Amons religion skall återupprättas i Egypten.